# Republic Records
Republic Records är ett amerikanskt skivbolag och en division av Universal Music Group. Det grundades av Monte Lipman och Avery Lipman 1995.
Några av deras nuvarande artister är Colbie Caillat, Akon, Post Malone, Lil Wayne, Nelly, Taylor Swift, Nicki Minaj, Lorde, Drake, Nickelback, Weezer, Enrique Iglesias och The Weeknd.